# أرض الكتب
أرض الكتب (بالإنجليزية: Bookland)‏ هي تسمية لبلد وهمي، انشئت في الثمانينات، من أجل ان يتم حجز كود البلد الفريد أو جي أس1 الUCC المطابق لمعايير الرقم العالمي للسلع والمنتجات أو رقم المادة الاوربي وذلك لكي وسم الكتب والمجلات بكود الـ رقم دولي معياري للكتاب أو الـ كود ردمك ذي ال13 رقما، دون الحاجة إلى الرسم المتسلسل القديم 
فمنذ العام 2007 كل الكتب والمطبوعات والمجلات المنشورة، تحتوي على 13 رقما، بعد أن كانت 10 أرقام، حيث تطابق معايير دولة ارض الكتب الوهمية وليس لها أي وجود إلى الآن